# 架空名作劇場
『架空名作劇場』（かくうめいさくげきじょう）は、テレビ東京系列で2025年8月11日および18日に放送された深夜ドラマ。放送枠は「ドラスティックマンデー」（月曜24:30～25:00）。
実在しない名作ドラマをあたかも過去に存在していたかのように仕立て上げ、懐かしさと現代性を融合させた異色の作品である。

## 概要
『架空名作劇場』は、1980～90年代の映像表現を用いて現代の社会問題を描くクリエイティブチーム「フィルムエスト」とテレビ東京がタッグを組んだ企画。YouTubeで人気を博した「友近サスペンス劇場」の流れを汲み、フィルムエストにとって初の長編地上波番組となった。
本作では、架空の名作刑事ドラマ『人情刑事 呉村安太郎』（1987年～2004年放送という設定）を再構築し、伝説の神回を2夜限定で復活させるという形式をとっている。

## あらすじ

#### 第1夜「殺人フードデリバリー! 団地妻の秘密」
1993年、団地で起きた殺人事件を巡り、刑事・呉村安太郎が人情を武器に捜査を進める。被害者の妻とフードデリバリーの男との関係に迫る。

#### 第2夜「闇バイトが殺される! 復讐のニセ老婆」
大学生刺殺事件の裏に潜む、過去の闇バイト事件と謎の老婆の存在。呉村がグミと走る老婆の情報を手掛かりに事件の真相に迫る。

## 主な登場人物
呉村安太郎（演 - 加賀美勲）
桜丘警察署の巡査部長。人情を信条に事件を解決するザ・あの頃の刑事。娘を男手ひとつで育てている。
大森真由美（演 - 三篠慶子）
呉村刑事が通う「スナックさつき」のママ。事件解決後の語り場として登場し、呉村との掛け合いが見どころ。

## 特徴
- 映像・演出は90年代風ながら、テーマは現代の社会問題。
- 「これが人生。これぞ、人情」などの名ゼリフが登場し、当時の社会現象を再現する設定。
- 架空の俳優・加賀美勲と三篠慶子が演じた名作としての世界観を徹底的に構築。

## 主題歌
「陽炎」
作詞：松並百合愛 / 作曲：入谷諒 / 歌：西井紘輝

## キャスト

### レギュラー
- 呉村安太郎 - 平子祐希（アルコ&ピース）
- 大森真由美 - 友近
- 風早宏 - 小日向星一
- 時川麗子 - 長沢裕
- 増田進 - 八木光太郎
- 呉村すみれ - 増田樹乃
- 刑事 - 斉藤健、惣部潔

### 第1夜限定
- 根岸つぐみ - ファーストサマーウイカ
- 佐藤淳太 - 大川泰雅
- 根岸耕一 - 田中佑弥
- 老人 - 五頭岳夫
- 配達員 - 長橋遼也、佐藤矩之、真山隼人
- 隣人 - 福田温子
- 自動車整備工 - 田渕正博
- 刑事 - 真山隼人
- 幼いころのつぐみ - 山口美波
- 幼いころの淳太 - 山口湊人

### 第2夜限定
- 久松亨 - 前原瑞樹
- 冨山直哉 - 福地涼
- 一ノ瀬勝彦 - 神田青
- 亨の祖母 - 加藤美津子
- 少年 - 鈴木かつき
- アベックの男 - 新山航希
- アベックの女 - 望月麻里
- 大学生 - 金田倫太郎
- 刑事 - 堀歩美
- 呉村さなえ - 鈴政ゲン
- 幼いころの亨 - 山口湊人

### エキストラ
- 古賀プロダクション

## スタッフ
- 脚本 - 前田知礼
- 音楽 - 入谷諒
- 撮影 - 坂本裕樹、野村次郎
- 撮影助手 - 平野望
- VE - 横光佑亮
- 照明 - 武藤潤
- 照明助手 - 玉置祐太郎
- 音声 - 関根征宏
- 音声助手 - 多田汐音、桧山賢一朗
- 編集 - 西井紘輝（フィルムエストTV / VIVIA）
- EED - 山本亮太
- 音響効果 - 茂野敦史
- MA - 金城正幸
- 技術デスク - 桧山賢一朗、須田健
- タイトル - 西井紘輝
- 美術 - 服部孝志
- 美術デザイン - 西井紘輝
- スタイリスト - 永井省伍
- スタイリスト助手 - 栄川真優果、村上浩興、古田七瀬
- ヘアメイク - 富岡裕子、水上摂子、根本茉波
- メイク協力 - GM CORPORATION、TOUT VERT、STAR OF THE COLOR、車輌COM
- 協力 - アルファスタジオ、上尾ハイヤー、フジアール、Auxline、シナリオプリント
- 宣伝 - 前田有花、森田冴津季、安藤夏実
- 配信 - 梅山文郁、山口修平
- 番組デスク - 畑口沙絢、大古知美和
- スチール - 和田大樹、山本裕啓
- 制作協力 - 林玲央、伊藤ももか
- インフォマーシャル - 西井紘輝、川村倫加
- AP - 小島千明、信澤梨乃
- HP制作 - 有村敦浩
- 助監督 - 吉田至次、川村倫加、間峠里南
- プロデューサー - 光長裕紀（テレビ東京）、渡邉崇（VIVIA）、山口良子（VIVIA）
- チーフプロデューサー - 星俊一（テレビ東京）
- 監督 - 西井紘輝
- 制作協力 - VIVIA
- 制作著作 - テレビ東京